# Ger Smit
Jan Gerrit (Ger) Smit (Amsterdam, 6 februari 1933 – Vorden, 14 september 2012) was een Nederlands acteur, die vooral bekend geworden is vanwege zijn stem.

## Biografie
Smit groeide op in Amsterdam. Hij doorliep de mulo, zat drie maanden op de toneelschool en kreeg les van Ruth Horna. Daarna had hij enige tijd een kantoorbaan en werkte hij als vertegenwoordiger. In 1955 werd Smit bij de hoorspelkern van de NRU geëngageerd. Een jaar daarna volgde bij het NNTG zijn theaterdebuut onder leiding van Frits van Dijk en Guus Hermus.
Ger Smit leed al geruime tijd aan de ziekte van Parkinson toen hij in 2012 overleed. Hij werd begraven op Zorgvlied.

## Rollen
Bekendheid verkreeg Ger Smit in 1962 door de kinderserie Mik & Mak van de VARA, waarin hij een titelrol vervulde naast Donald Jones. Smit was eind jaren zestig een van de drie stemacteurs die de personages in De Fabeltjeskrant van een stem voorzag (zie hieronder). In 1974 was Smit de eerste die in Nederland zijn stem leende aan Bert uit Sesamstraat. Hij deed ook onder meer de stemmen in de tweede serie van Paulus de boskabouter (1974-1976) en De Smurfen (onder andere Grote Smurf, Potige Smurf en Bolle Gijs). In de tekenfilmserie Nils Holgersson, die in de jaren tachtig werd uitgezonden op de televisie, diende hij als verteller en sprak hij de stem in van onder andere Smirre de vos. Ook was hij te horen in De klokkenluider van de Notre Dame als de aartsbisschop. In de animatieserie over Lucky Luke vertolkte hij de stem van Rataplan.

### Film
- 1960: De Zaak M.P. (Manneke Pis)
- 1963: Merlijn de Tovenaar, als de stem van Archimedes de Uil
- 1971: Wat zien ik?[3]
- 1983: Als je begrijpt wat ik bedoel, als de stem van Zielknijper/Markies de Canteclaer
- 1985: De verborgen stad, als de stem van Leo (Daisuke Jigen)
- 1989: De papegaai, als de stem van Lukas, de papegaai
- 1992: De Noorderlingen,[3] als onderzoeker
- 1995: 101 Dalmatiërs, als de stem van Kolonel en Towser

### Televisie
- 1962-1963: Mik & Mak, als Zwerver Mak[4]
- 1965-1970: Paling en Ko, als de stem van Paling (de chef)[bron?]
- 1970: De kleine waarheid,[3] als Jaap Bleyleve
- 1975: Oorlogswinter, als chauffeur
- 1977: Die seltsamen Abenteuer des Herman van Veen
- 1978-1992: Er was eens..., als de stem van Pieter en Dwerg (de Kleine)[bron?]
- 1992-1999: Goede tijden, slechte tijden,[3] als rechercheur Bronkhorst
- 1993: Medisch Centrum West[3] (seizoen 6)
- 1994: Flodder,[3] als de huisarts
- 1994: Bureau Kruislaan[3]
- 1994: Oppassen!!!,[3] als Ben de Kok (afl. Reünie, 1994) en als Hendrik 'De Clochard' (afl. 164, Op stap, 1996)
- 1994-1995: Vrouwenvleugel, als Jaap Jorritsma
- 1995: M'n dochter en ik, als meneer De Lucht (afl. Lange vingers)
- 1996: SamSam,[3] als dhr. De Nütter
- 1998: 't Zal je gebeuren...
- 1999: Echt waar
- 2000: Westenwind[3]

#### De Fabeltjeskrant

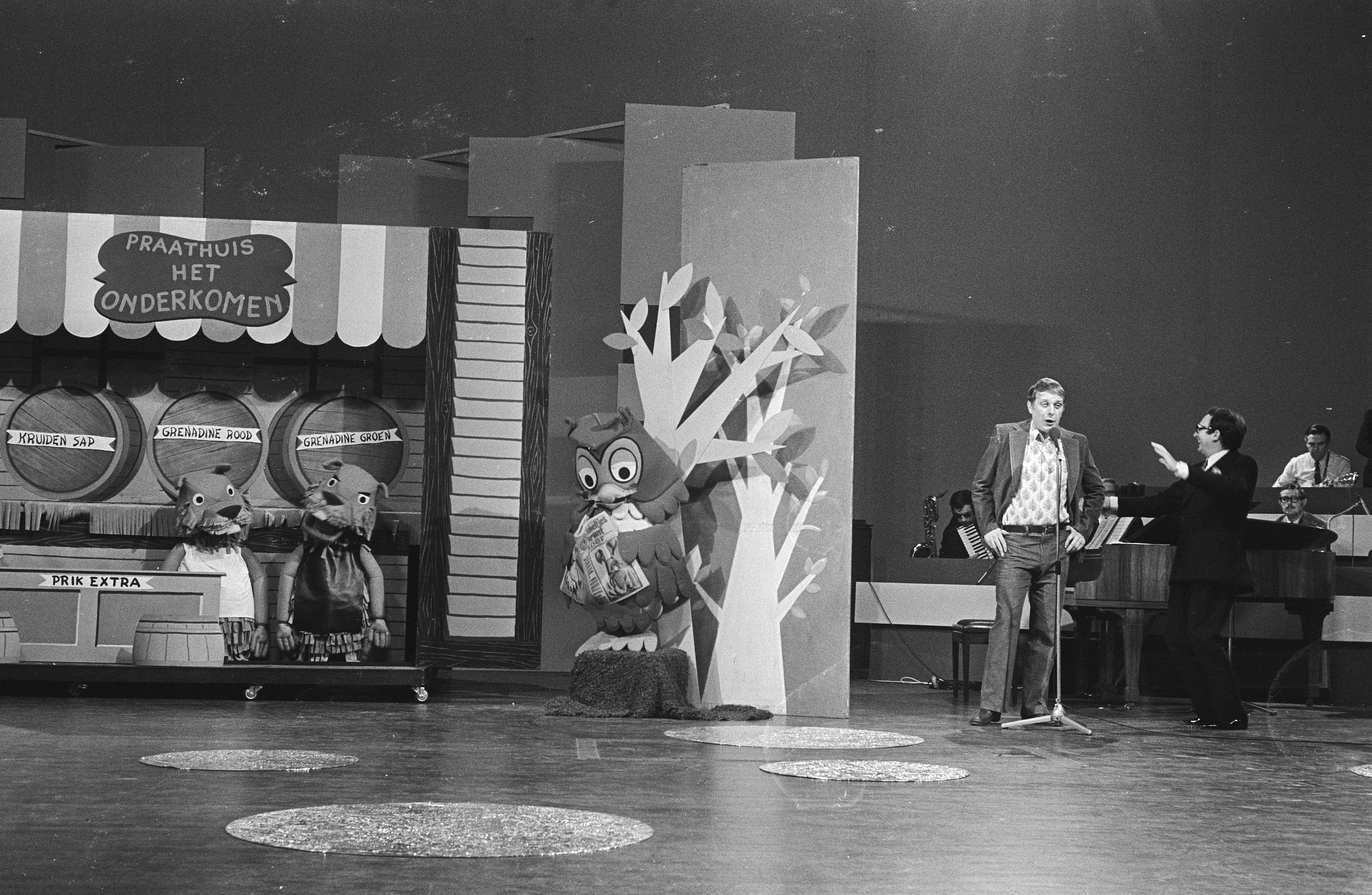
Ger Smit en Frans van Dusschoten tijdens Voor De Vuist Weg naast enkele figuren uit De Fabeltjeskrant (1970)

In De Fabeltjeskrant vertolkte Smit de stemmen van Bor de Wolf, Ed Bever, Zoef de Haas, Gerrit de Postduif, Lowieke de Vos, Meindert het Paard, Woefdram, Myra Hamster (later overgenomen door Elsje Scherjon), Harry Lepelaar, George de Wezel, Sjefke Schelm, Meneer de Raaf en Mister Maraboe